# Acacia polybotrya
Acacia polybotrya é uma espécie de leguminosa do gênero Acacia, pertencente à família Fabaceae.